# Paul Grant (actor)
Paul Grant (Londres, 3 de febrero de 1967-Londres, 20 de marzo de 2023) fue un actor y especialista de cine británico.

## Carrera
Interpretó a un ewok en El retorno del Jedi y a un duende en Harry Potter y la piedra filosofal. En Labyrinth, de Jim Henson, interpretó a un miembro de la Orden de los Duendes.
Grant también apareció en otras producciones cinematográficas como Legend y Willow.

### Fallecimiento
El 16 de marzo de 2023, Grant sufrió un colapso a la salida de la Estación de Saint Pancras, en Londres, y fue trasladado a un hospital. Fue declarado muerto a primera hora del 20 de marzo de 2023, pero anteriormente se había declarado su muerte cerebral. Tenía 56 años.